# Inundação da Várzea do Carmo
O quadro Inundação da Várzea do Carmo, pintado por Benedito Calixto em 1892, é um óleo sobre tela de 125 centímetros de altura por 400 centímetros de comprimento. Ele retrata, em grandes dimensões e com riqueza de detalhes, o centro de São Paulo no fim do século XIX, pouco antes da modernização paulista por conta do comércio voltado ao café. Nele, um problema recorrente da época: a cheia do Rio Tamanduateí, e seu transbordamento, que atinge uma área de grande importância econômica. Por suas dimensões e detalhes, a obra é considerada um documento iconográfico da cidade.
O quadro faz parte do acervo do Museu Paulista da Universidade de São Paulo, ou Museu do Ipiranga.

## Descrição
A obra é uma visão panorâmica, vista de uma colina, provavelmente da região do Pátio do Colégio, no centro de São Paulo. Calixto detalha minuciosamente a época de cheia da Várzea do Carmo, mostrando a presença do Rio Tamanduateí no cotidiano da cidade, retratada em pleno funcionamento. É importante frisar que, mesmo a cidade sendo retratada ativamente, o pintor é conhecido por registros documentais, por meio de pinturas históricas, o que significa que seus quadros normalmente não possuem movimento, são "paralisados" em um determinado momento. É como se a pintura fosse, na realidade, uma fotografia. Há grande preocupação com o realismo, uma tentativa de reconstruir o lugar e o momento retratado.

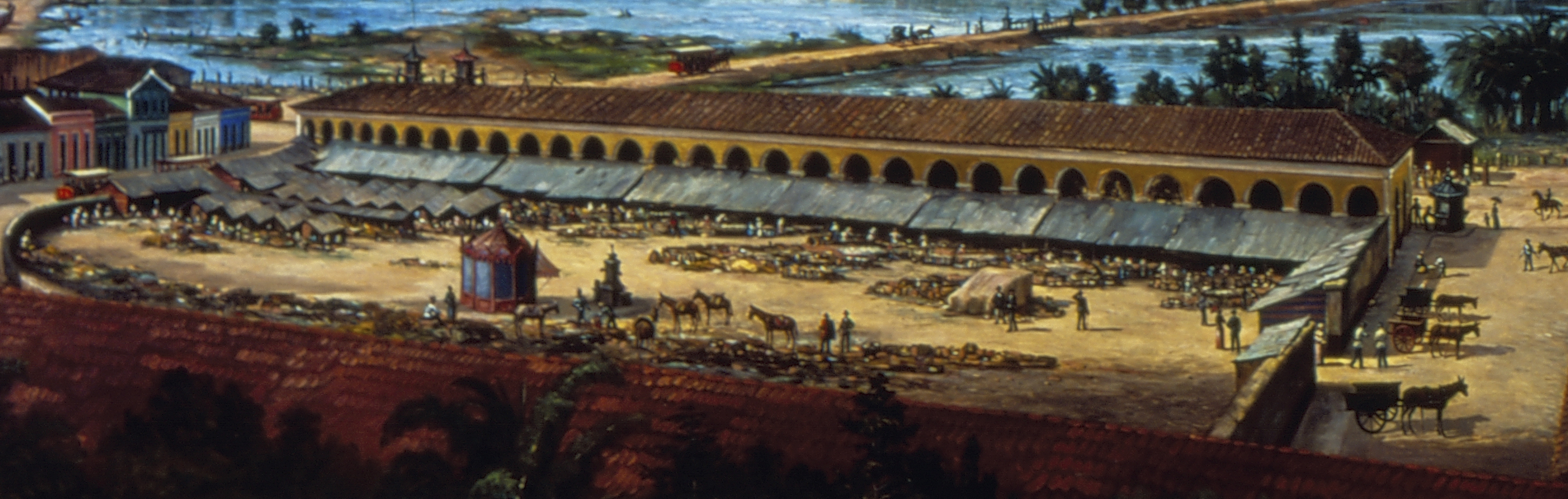
Detalhe do mercado, no quadro.

 No primeiro plano, casas, árvores, plantas e, à esquerda, um mercado, que hoje é o Mercado Municipal de São Paulo. Este é representado ativo, com barracas, pessoas, cavalos e carroças. Mais uma vez, apesar desse funcionamento, pode-se ver que as pessoas, carroças e cavalos estão parados no momento. Por conta disso, a artista plástica Ruth Sprung Tarasantchi critica que Calixto não soube retratar bem cavalos nem cachorros. Para ela, o animal melhor retratado pelo pintor eram as vacas.

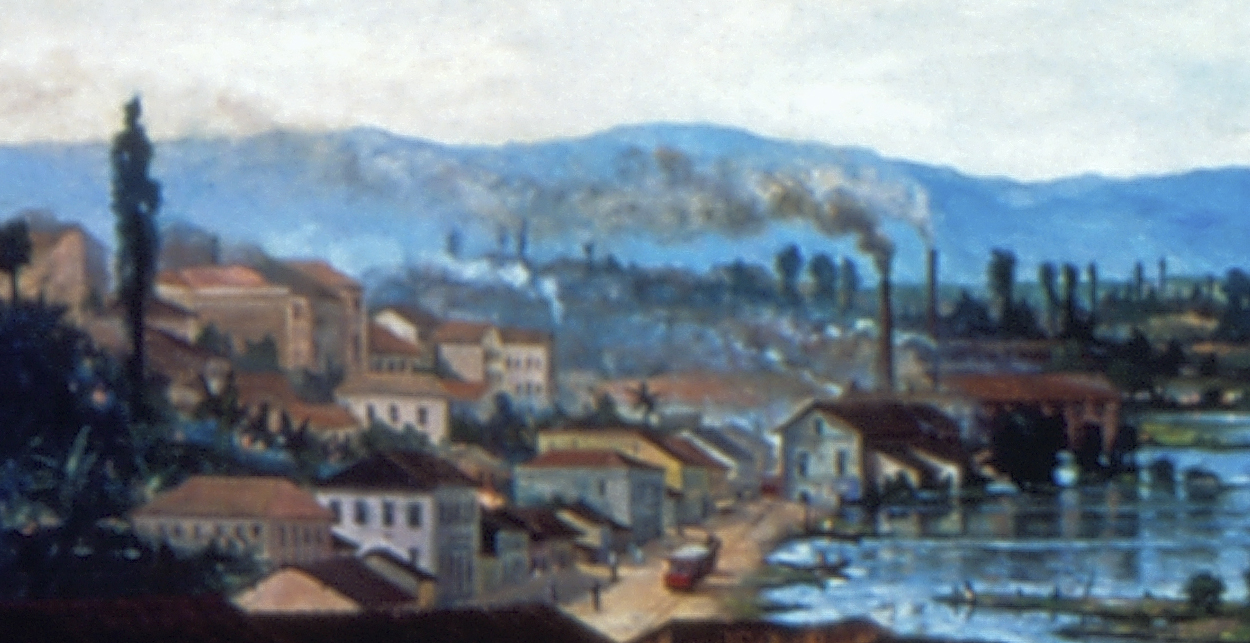
Detalhe da fábrica de tecidos do Major Diogo de Barros, no quadro.

Ainda à esquerda da obra, há a fábrica de tecidos do Major Diogo de Barros, ao fundo, com diversas chaminés soltando fumaça.  No centro, as casas ocupam o espaço que hoje é conhecida pela Rua 25 de Março.
Em segundo plano, o Rio Tamanduateí inundando a Várzea do Carmo, mais especificamente a região que hoje é o Parque Dom Pedro, com duas estradas retilíneas, que o cortam. Nelas, pessoas cruzam com suas carruagens.
Por ser uma visão panorâmica, é possível ter uma ideia da amplitude da cidade, com detalhes do horizonte urbano e paisagístico. É o que acontece no segundo plano, por exemplo, onde é representado o bairro do Brás. À distância, é possível ver casas e fumaça saindo de algumas chaminés, além do horizonte. À esquerda, ainda no terceiro plano, está a Serra da Cantareira.
Benedito Calixto fez, nesta obra, com que o Rio Tamanduateí adquirisse o papel principal. Antes, os rios eram retratados em pequenos suportes. Esta era uma característica do artista - mesmo tendo estudado na França e conhecido inúmeros outros pintores, não se deixava influenciar pelos seus estilos. A autora Ana Cláudia Fonseca Breve, no entanto, tem outra visão da obra: o Rio Tamanduateí, nas palavras dela, é "um imenso território vazio que fica entre o centro de São Paulo e o Brás, não sendo um objeto principal, mas sim a falta dele.

## Contexto
No século XIX, com a vinda da família real portuguesa para o Brasil e a transformação de colônia para capital, investimentos em diversos campos foram realizados, incluindo o das artes. Isso fez com que artistas franceses viessem ao Brasil na chamada Missão Artística Francesa. Neste contexto, as obras de Benedito Calixto fizeram sucesso, fazendo com que ele fosse convidado a ir estudar arte em Paris, em 1883.
Calixto não tinha frequentado nenhum ateliê ou a Academia Imperial de Belas Artes, do Rio de Janeiro, como grande parte dos artistas brasileiros. Na França, ficou apenas um ano, não conseguindo se adaptar à vida parisiense. No entanto, de lá trouxe a paixão pelo estudo da tradição e da história.
No final dos oitocentos, Benedito Calixto se preocupou em construir uma carreira voltada para organizações ligadas à esfera pública e seus interesses. Dessa forma, ele focou no mercado da arte preocupado em enaltecer, de um lado, o passado local e, de outro, o progresso - principalmente o urbanismo. Havia certa movimentação em torno das artes em São Paulo nessa época. Os artistas recebiam críticas, diversos jornais abriam espaço para divulgações, as questões artísticas circulavam na opinião pública, ou seja, o público comprador de arte e o número de exposições - além da cobertura da imprensa - era alto.
Como já dito, as pinturas de Calixto tinham forte influência do realismo e da fotografia. Da sua viagem a Paris, o artista trouxe uma câmera fotográfica, que o auxiliava em suas obras. Seguindo nesta linha, as pinturas de rua e paisagens de Calixto são baseadas em fotos tiradas pelo fotógrafo Militão Augusto de Azevedo, que eram reproduzidas em revistas.
Nesse contexto, mais especificamente em 1895, Calixto se associou ao Instituto Histórico Geográfico de São Paulo (IHGSP), instituição de suma importância para a consolidação de seu pensamento histórico. Lá, se envolveu em algumas polêmicas pois a preocupação do artista não era somente estética ou retórica, ele queria compreender documentos históricos.
A região retratada por Benedito Calixto, em 1892, era conhecida como principal ponto de comércio de São Paulo. Era ali que moradores da capital se reuniam para comercializar seus produtos, que iam desde medicamentos, artesanatos, madeiras, até produtos agrícolas específicos. O mercado, pintado à esquerda da imagem, ficou conhecido como "Mercado dos Caipiras", pois, como já mencionado, era um ponto de referência, onde moradores de áreas mais distantes como Penha, Nossa Senhora do Ó, Santana, Santo Amaro e Guarulhos costumavam se encontrar. Os produtos chegavam por meio de barcos que atracavam nas margens do Rio Tamanduateí, numa região conhecida como "Porto Geral" - onde hoje se localiza a ladeira de mesmo nome. A comercialização dos produtos ocorria tanto no espaço do mercado quanto no meio da rua - o segundo barateava o preço de alguns produtos.
É importante ressaltar que esta região não era bem vista por autoridades ou membros de classes sociais elevadas. Por conta das cheias do rio, proliferavam-se mosquitos e, consequentemente, doenças. Além disso, como já mencionado, o ponto de comércio de São Paulo envolvia pessoas das mais diversas origens, o que, novamente por parte de autoridades ou membros de classes sociais elevadas, era motivo de estranhamento e receio.
Dentre essas pessoas, encontravam-se as lavadeiras, os caipiras ou caboclos e os chamados "pretos véios".
As lavadeiras do Carmo, ou lavadeiras da Várzea, eram facilmente encontradas às margens do rio Tamanduateí com suas trouxas de roupas. O advogado Jorge Americano descreveu minuciosamente como era a rotina dessas mulheres em seu livro "São Paulo Naquele Tempo": elas "desciam da rua Glicério e de toda a encosta da colina central da cidade, de tamancos, trazendo trouxas e tábuas de bater roupa. À beira da água, juntavam a parte traseira à dianteira da saia, por um nó no apanhado da saia, a qual tomava aspecto de bombacha. Sugavam-na pela parte superior, amarravam-na à cintura com barbante, de modo a encurtá-la até os joelhos ou pouco  acima,  tomando  agora  o  aspecto  de  calção  estofado.  Deixavam  os tamancos, entravam n'água e debruçavam-se sobre o rio, sem perigo de serem mal vistas pelas costas."
Esse grupo aparece constantemente em obras de arte e crônicas da época. Por conta disso, acredita-se que eram extremamente procuradas e importantes para a cidade.
Os caipiras, ou caboclos, receberam esses nomes ou pela distância de suas casas em relação à Várzea do Carmo, ou por serem de origem indígena. Jorge Americano também descreveu esse grupo. De acordo com ele, os caipiras costumavam andar descalços, com um chapéu grande e um lenço no pescoço. Eles contribuíam para a existência de outras atividades nas ruas e praças, como rachar lenha para comerciantes que acabaram de adquirir seus produtos, ou carregá-los.
Os pretos véios eram conhecidos também como curandeiros, vendedores de ervas, "folhas secas, raízes, cascas de pau, frutas, figas, chifres de  veado  e  de  bode,  unhas  de  cabra,  couros,  pelos  e uma  infinidade  de  produtos, misturados  com  pássaros  e  outros  animais", como relata Carlos José Ferreira Santos. Eles eram uma espécie de médicos populares, que ofereciam curas alternativas para doenças. Os três grupos, entre outros, eram comuns, entre o século XIX e XX na área retratada pela obra de Benedito Calixto.

## Análise
Calixto tinha uma dureza de linhas e grande acabamentos de primeiros planos, características que o acompanharam durante todas suas obras, principalmente aquelas em que o artista se preocupava em retratar cenas fielmente reproduzidas. De acordo com Ruth Sprung Tarasantchi, artista plástica, Calixto não tinha o dom de simplificar o que via. Era um pintor realista. Ele misturava a sociologia francesa, fortalecida com atributos da fotografia, da arquitetura, do urbanismo, da etnologia, da ciência política e da história intelectual.
No que diz respeito às pinturas de paisagens, como Inundação da Várzea do Carmo, a artista analisa que em geral, há uma faixa de casas no horizonte, que corta o quadro ao meio. O Rio Tamanduateí é ilustrado calmo, sereno, diferente de outras pinturas similares do século XIX. O céu é azul claro com algumas nuvens brancas. Calixto costumava usar pinceladas livres no que diz respeito aos morros e a água, diferentemente das casas, que retratava com detalhes.

## Recepção
Exatamente por ser um historiador e documentarista, algumas obras de Benedito Calixto não eram bem aceitas por críticos. O jornalista Odórico Glória, do Diário Popular, criticou, meses antes de terminada a pintura Inundação da Várzea do Carmo, que pinturas do artista (principalmente as que continham personagens) pareciam "sem vida", "duras", imagens "congeladas". No entanto, a pintura panorâmica da cheia do rio Tamanduateí teve o efeito oposto - ela encantou a mídia.
O próprio Odórico Glória alegou que a obra de Calixto "lembrava as suas já famosas marinhas, luminosas e festivas", entendendo o estilo do artista. Outro jornalista do mesmo veículo, A. Feio, alegou ter ficado encantado com a exatidão com que Calixto reproduziu a paisagem.
O jornal O Estado de S. Paulo, no dia 20 de agosto de 1892 publicou uma notícia em que contava o dia no Senado. Nele, o jornal conta que, durante uma sessão "a 1ª parte da ordem do dia o sr. Paulo Isgydio justifica e envia à mesa um projeto, autorizando o governo a fazer aquisição do quadro de Benedito Calixto, representando a inundação da Várzea do Carmo. Esse projeto foi apoiado a imprimir para entrar na ordem dos trabalhos". Um mês depois, aproximadamente, o mesmo jornal repercutiu outra notícia referente ao quadro de Benedito Calixto. Desta vez, há o relato de uma sessão da Câmara dos Deputados, datada em 23 e 24 de setembro de 1892. Dentre os temas discutidos na câmara, esteve o projeto do Senado referente à aquisição da obra.
Foi apenas seis meses depois, em 18 de fevereiro de 1893, que o jornal O Estado de S. Paulo informou que de fato o quadro Inundação da Várzea do Carmo, de Benedito Calixto, seria colocado em uma das salas do palácio do Governo, tamanha a admiração pela obra. O jornal ainda informou que o quadro "foi adquirido por compra pelo Governo, pela quantia de 10.000,000, de accordo com uma lei".

## A transformação da Várzea do Carmo
Exatamente pela Várzea do Carmo ter sido, na transição do século XIX para o XX, foco de estranhamento e receio no que diz respeito à doenças que eram proliferadas nas épocas de cheias e pessoas que frequentavam o local, foi instaurado o projeto da construção de um parque seguindo os modelos franceses. No entanto, a modificação da Várzea do Carmo foi lenta. Em 1810 foi construida uma vala para evitar o transbordamento constante do rio Tamanduateí, que era considerado um grave problema na época, o que não adiantou. Em 1849 começaram as obras de retificação do rio. Essas foram finalizadas no fim do século XIX, mas, mais uma vez, as cheias não foram solucionadas. Em 1880 o poder público voltou a discutir soluções para tal problema além de um plano de embelezamento para a região.
Foi somente em 1910 que foi decidida a construção de um parque no local onde encontrava-se a Várzea do Carmo. Um arquiteto francês, de nome Joseph Antoine Bouvard foi responsável pelo projeto. A construção do Parque Dom Pedro II teve início em 1914 e foi finalizada em 1922.